# Denkova-Staviski Cup de 2016
Denkova-Staviski Cup de 2016 foi a quinta edição do Denkova-Staviski Cup, um evento anual de patinação artística no gelo de níveis sênior, júnior e noviço. A competição foi disputada entre os dias 18 de outubro e 23 de outubro, na cidade de Sófia, Bulgária.

## Eventos
- Individual masculino
- Individual feminino

## Medalhistas
| Evento                        | Ouro                         | Prata                                   | Bronze                        |
| Sênior                        |                              |                                         |                               |
| Individual masculino detalhes | Maurizio Zandron · Itália    | Graham Newberry · Reino Unido           | Dario Betti · Itália          |
| Individual feminino detalhes  | Natalie Klotz · Áustria      | Kristen Spours · Reino Unido            | Anna Litvinenko · Reino Unido |
| Júnior                        |                              |                                         |                               |
| Individual masculino detalhes | Gabriele Frangipani · Itália | Başar Oktar · Turquia                   | Nikola Zlatanov · Bulgária    |
| Individual feminino detalhes  | Alexandra Feigin · Bulgária  | Ceciliane Mei Ling Hartmann · Singapura | Ilayda Bayar · Turquia        |
| Noviço avançado               |                              |                                         |                               |
| Individual masculino detalhes | Francois Pitot · França      | Alp Eren Ozkan · Turquia                | nenhum outro competidor       |
| Individual feminino detalhes  | Maria Levushkina · Bulgária  | Oceane Piegad · França                  | Eliza Pancheva · Bulgária     |
| Noviço básico B               |                              |                                         |                               |
| Individual masculino          | Arseny Vlasenko · Rússia     | nenhum outro competidor                 | nenhum outro competidor       |
| Individual feminino           | Natalia Ramires · Bulgária   | Andreea Ramona Voicu · Romênia          | Lucy Martin · Reino Unido     |
| Noviço básico A               |                              |                                         |                               |
| Individual masculino          | Mihai Prisacaru · Romênia    | nenhum outro competidor                 | nenhum outro competidor       |
| Individual feminino           | Maria Manova · Bulgária      | Ivelina Baycheva · Bulgária             | Maria Ilinova · Bulgária      |

## Resultados

### Sênior

#### Individual masculino
| Pos.              | Nome               | Nacionalidade | Pontos | PC        | PL         |
| ----------------- | ------------------ | ------------- | ------ | --------- | ---------- |
| Medalha de ouro   | Maurizio Zandron   | Itália        | 196.94 | 64.35 (1) | 132.59 (1) |
| Medalha de prata  | Graham Newberry    | Reino Unido   | 186.16 | 59.63 (2) | 126.53 (2) |
| Medalha de bronze | Dario Betti        | Itália        | 173.07 | 59.18 (3) | 113.89 (3) |
| 4                 | Larry Loupolover   | Azerbaijão    | 168.01 | 55.17 (4) | 112.84 (4) |
| 5                 | Alberto Vanz       | Itália        | 159.07 | 50.57 (8) | 108.50 (5) |
| 6                 | Simone Cervi       | Itália        | 155.44 | 51.24 (7) | 104.20 (6) |
| 7                 | Nicky-Leo Obreykov | Bulgária      | 155.10 | 53.41 (5) | 101.69 (7) |
| 8                 | Ivo Gatovski       | Bulgária      | 142.40 | 51.84 (6) | 90.56 (9)  |
| 9                 | Marco Zandron      | Itália        | 139.50 | 47.54 (9) | 91.96 (8)  |

#### Individual feminino
| Pos.              | Nome              | Nacionalidade | Pontos | PC        | PL        |
| ----------------- | ----------------- | ------------- | ------ | --------- | --------- |
| Medalha de ouro   | Natalie Klotz     | Áustria       | 137.24 | 47.56 (1) | 89.68 (1) |
| Medalha de prata  | Kristen Spours    | Reino Unido   | 133.47 | 45.24 (3) | 88.23 (2) |
| Medalha de bronze | Anna Litvinenko   | Reino Unido   | 118.83 | 46.80 (2) | 72.03 (3) |
| 4                 | Antonina Dubinina | Sérvia        | 106.53 | 36.75 (5) | 69.78 (4) |
| 5                 | Anita Kapferer    | Áustria       | 102.03 | 34.26 (6) | 67.77 (5) |
| 6                 | Elin Hallberg     | Suécia        | 100.89 | 40.25 (4) | 60.64 (6) |
| 7                 | Emma Andersen     | Dinamarca     | 85.50  | 29.44 (8) | 56.06 (7) |
| 8                 | Monika Yordanova  | Bulgária      | 80.65  | 30.03 (7) | 50.62 (8) |

### Júnior

#### Individual masculino júnior
| Pos.              | Nome                | Nacionalidade | Pontos | PC        | PL        |
| ----------------- | ------------------- | ------------- | ------ | --------- | --------- |
| Medalha de ouro   | Gabriele Frangipani | Itália        | 144.99 | 52.88 (1) | 92.11 (2) |
| Medalha de prata  | Bazar Oktar         | Turquia       | 141.41 | 49.00 (2) | 92.41 (1) |
| Medalha de bronze | Nikola Zlatanov     | Bulgária      | 104.54 | 37.34 (3) | 67.20 (3) |

#### Individual feminino júnior
| Pos.              | Nome                        | Nacionalidade | Pontos | PC        | PL        |
| ----------------- | --------------------------- | ------------- | ------ | --------- | --------- |
| Medalha de ouro   | Alexandra Feigin            | Bulgária      | 154.58 | 57.38 (1) | 97.20 (1) |
| Medalha de prata  | Ceciliane Mei Ling Hartmann | Singapura     | 115.98 | 40.18 (3) | 75.80 (2) |
| Medalha de bronze | Ilayda Bayar                | Turquia       | 108.09 | 40.92 (2) | 67.17 (4) |
| 4                 | Kristina Grigorova          | Bulgária      | 106.64 | 36.29 (4) | 70.35 (3) |
| 5                 | Svetoslava Ryadkova         | Bulgária      | 84.15  | 28.87 (6) | 55.28 (5) |
| 6                 | Charline Chauviere          | França        | 83.73  | 31.02 (5) | 52.71 (7) |
| 7                 | Mihaela Cristiana Silca     | Romênia       | 76.77  | 22.74 (8) | 54.03 (6) |
| 8                 | Aneeta Lingam               | Malásia       | 66.28  | 26.76 (7) | 39.52 (8) |

### Noviço avançado

#### Individual masculino noviço avançado
| Pos.             | Nome           | Nacionalidade | Pontos | PC        | PL        |
| ---------------- | -------------- | ------------- | ------ | --------- | --------- |
| Medalha de ouro  | Francois Pitot | França        | 87.84  | 32.02 (1) | 55.82 (1) |
| Medalha de prata | Alp Eren Ozkan | Turquia       | 77.55  | 25.36 (2) | 52.19 (2) |

#### Individual feminino noviço avançado
| Pos.              | Nome                | Nacionalidade | Pontos | PC         | PL         |
| ----------------- | ------------------- | ------------- | ------ | ---------- | ---------- |
| Medalha de ouro   | Maria Levushkina    | Bulgária      | 96.28  | 35.33 (1)  | 60.95 (1)  |
| Medalha de prata  | Oceane Piegad       | França        | 89.90  | 30.20 (2)  | 59.70 (2)  |
| Medalha de bronze | Eliza Pancheva      | Bulgária      | 85.51  | 29.80 (3)  | 55.71 (3)  |
| 4                 | Ana Sofia Beschea   | Romênia       | 79.51  | 28.88 (4)  | 50.63 (5)  |
| 5                 | Mona Sofia Tahk     | Estônia       | 78.58  | 28.73 (6)  | 49.85 (6)  |
| 6                 | Niina Petrokina     | Estônia       | 78.08  | 27.16 (8)  | 50.92 (4)  |
| 7                 | Yoanna Mateva       | Bulgária      | 78.01  | 28.81 (5)  | 49.20 (7)  |
| 8                 | Saniye Ece Secer    | Turquia       | 73.24  | 27.13 (9)  | 46.11 (10) |
| 9                 | Ceren Karas         | Turquia       | 72.70  | 26.25 (10) | 46.45 (9)  |
| 10                | Mickaela Tortarolo  | França        | 72.52  | 25.33 (11) | 47.19 (8)  |
| 11                | Valentine Chauviere | França        | 72.00  | 28.35 (7)  | 43.65 (12) |
| 12                | Bristena Prodea     | Romênia       | 71.00  | 25.13 (13) | 45.87 (11) |
| 13                | Dana Steinmetz      | França        | 68.60  | 25.23 (12) | 43.37 (13) |
| 14                | Dilara Yilmazer     | Turquia       | 63.38  | 24.90 (14) | 38.48 (15) |
| 15                | Sabrina Le Cam      | França        | 62.02  | 22.04 (16) | 39.98 (14) |
| 16                | Nikole Baumgartner  | Turquia       | 61.24  | 22.98 (15) | 38.26 (16) |
| DSQ               | Ilona Lunatti       | França        |        |            |            |

## Quadro de medalhas
Sênior
| Ordem | País        | Medalha de ouro | Medalha de prata | Medalha de bronze |   | Ordem por total |
| ----- | ----------- | --------------- | ---------------- | ----------------- | - | --------------- |
| 1     | Itália      | 1               |                  | 1                 | 2 | 2               |
| 2     | Áustria     | 1               |                  |                   | 1 | 3               |
| 3     | Reino Unido |                 | 2                | 1                 | 3 | 1               |
| TOTAL | TOTAL       | 2               | 2                | 2                 | 6 | —               |

Geral
| Ordem | País        | Medalha de ouro | Medalha de prata | Medalha de bronze |    | Ordem por total |
| ----- | ----------- | --------------- | ---------------- | ----------------- | -- | --------------- |
| 1     | Bulgária    | 4               | 1                | 3                 | 8  | 1               |
| 2     | Itália      | 2               |                  | 1                 | 3  | 3               |
| 3     | França      | 1               | 1                |                   | 2  | 5               |
| 3     | Romênia     | 1               | 1                |                   | 2  | 5               |
| 5     | Áustria     | 1               |                  |                   | 1  | 7               |
| 5     | Rússia      | 1               |                  |                   | 1  | 7               |
| 7     | Reino Unido |                 | 2                | 2                 | 4  | 2               |
| 8     | Turquia     |                 | 2                | 1                 | 3  | 3               |
| 9     | Singapura   |                 | 1                |                   | 1  | 7               |
| TOTAL | TOTAL       | 10              | 8                | 7                 | 25 | —               |